# Edyta Lewandowska (dziennikarka)
Edyta Lewandowska (ur. 2 stycznia 1975 w Bełchatowie) – polska dziennikarka i prezenterka telewizyjna, w latach 2019–2023 prowadząca główne wydanie „Wiadomości”, od 2024 roku prowadząca program informacyjny „Dzisiaj”.

## Życiorys
Jest absolwentką Wydziału Prawa i Administracji Uniwersytetu Łódzkiego. Staż dziennikarski odbyła w Informacyjnej Agencji Radiowej, następnie pracowała w Radiu Bełchatów i Radiu Classic.
W 1997 została zatrudniona w Telewizji Polskiej, dla której prowadziła program Twoja Lista Przebojów w TVP1. W 1998 była konferansjerką podczas 35. Krajowego Festiwalu Piosenki Polskiej w Opolu. W 2002 rozpoczęła pracę w TVP Łódź, w której prowadziła Łódzkie Wiadomości Dnia, poranne pasmo Dzień Dobry i talk-show Takie jest życie. W styczniu 2005 dzięki głosom widzów wygrała konkurs na prezentera TVP2. Przez kilka miesięcy pracowała w oprawie Dwójki. We wrześniu 2005 została prezenterką bocznych wydań Wiadomości w TVP1. Od października 2006 prowadziła Kurier w TVP3. W październiku 2007 została prezenterką Serwisu informacyjnego w TVP Info – kanale informacyjnym utworzonym w miejsce TVP3. Prezenterką programów w TVP Info była do lipca 2013, po czym została wydawcą, a od 6 kwietnia 2016 do lutego 2019 roku była ponownie prezenterką serwisów informacyjnych w tej stacji oraz Poranku Info i Panoramy Info.
Od lutego 2019 do 19 grudnia 2023 była prezenterką głównego wydania Wiadomości w TVP1 i TVP Info oraz programu publicystycznego Gość Wiadomości w TVP Info. W tym okresie wielokrotnie zarzucano jej stronniczy sposób przedstawiania informacji w dzienniku i nieobiektywne przeprowadzanie wywiadów z gośćmi w programie Gość Wiadomości. TVP w grudniu 2023 odsunęła ją od obowiązków zawodowych, a w marcu 2024 rozwiązała z nią kontrakt.
Od sierpnia 2024 związana z Telewizją Republika, gdzie od 1 września prowadzi program informacyjny Dzisiaj, a od 7 września program Gość Dzisiaj. Prowadzi tam także na zmianę z Ewą Bugałą program W samo południe.

## Życie prywatne
Z nieformalnego związku z aktorem, lektorem i prezenterem pogody Ziemowitem Pędziwiatrem ma córkę Blankę (ur. 2014).